# Panteon u Rimu
Panteon (grč. Πάνθειον Pantheion = hram svih bogova, pan= svi, theos = bogovi) ili Hram svih bogova jest rimski hram sagrađen tijekom vladavine cara Hadrijana. Jedna je od najočuvanijih starorimskih građevina, velikim dijelom zato što je bila u neprekinutoj uporabi tijekom svoje povijesti. Od 7. stoljeća to je katolička crkva posvećena sv. Mariji od mučenika (lat. Sancta Maria ad Martyres), ali neslužbeno se naziva Santa Maria Rotonda.
Tijekom gradnje na obrub arhitrava dodan je natpis koji je izvorno pripadao predhodnome hramu koji je gradio Marko Vipsanije Agripa 27. – 25. pr. Kr. Drugi natpis pod prvim obilježava obnavljanje Panteona po nalogu cara Septimija Severa i njegova sina Karakale 202.
Panteon je izdržao nekoliko pljačkī, izmjenā i restauracija, a za to je djelomično zaslužan bizantski car Foka koji je ovu zgradu poklonio papi Bonifaciju IV. 608., a on ju je preobrazio u crkvu zvanu Sveta Marija od mučenika.
Građevina je okrugla tlocrta osim trijema u kojem se ističu veliki granitni korintski stupovi (osam u prvom redu i dvije skupine od četiriju stupova straga) pod zabatom. Pravokutno predvorje povezuje trijem s valjkastim tijelom građevine (rotundom) nadsvođenom kasetiranom betonskom kupolom sa središnjim otvorom (okulusom) prema nebu. Gotovo dvije tisuće godina nakon što je izgrađena Panteonova kupola još uvijek je najveća kupola od nearmiranog betona na svijetu. Visina do okulusa i promjer unutarnjeg kruga jednake su i iznose 43 metra.
Trg ispred Panteona zove se Piazza della Rotonda. Panteon je državno vlasništvo Republike Italije kojim upravlja talijansko Ministarstvo kulturnog naslijeđa i turizma preko ministarskog ureda Polo Museale del Lazio. Godine 2019. posjetilo ga je više od 8,95 milijuna ljudi što ga čini najposjećenijim spomenikom Rima.
Panteonovo veliko kružno tijelo građevine (tambur) s kupolom i konvencionalni portik bili su jedinstveni u rimskoj arhitekturi, a građevinu se mnogo puta tijekom povijesti kopiralo, posebice u klasicizmu.

## Etimologija
Naziv Panteon dolazi od starogrčkog Πάνθειον (Pantheion) što znači 'koji se odnosi na bogove ili zajedničko svim bogovima': (παν-, pan-, 'svi' + θεῖον, theion, 'božje ili bogu posvećeno').
Panteon naziv je koji nam je prenio rimski povjesničar i senator Kasije Dion koji je pisao starogrčkim jezikom. On je objasnio da taj naziv doslovno znači 'posvećen svim bogovima', vjerojatno zbog mnogih kipova bogova tada postavljenih oko građevine ili zbog sličnosti unutrašnjosti kupole s nebeskim svodom. Međutim, moguće je da je Agripina građevina bila posvećena Marsu i da je panteon bio naziv u općoj uporabi za hram koji je izgradio Hadrijan. Kasijeva nesigurnost oko naziva snažno sugerira da je Panteon (ili Panteum) bio samo nadimak, a ne službeni naziv građevine.
Povjesničari Godfrey i Hemsoll ističu da antički autori nikad ne spominju Hadrijanov Panteon riječju aedes kao što to čine s drugim hramovima, a Severanov natpis uklesan na arhitravu koristi jednostavno izraz Pantheum, a ne Aedes Panthei (hrv.: 'hram svih bogova').
Nakon Francuske revolucije, kada je crkva Sainte-Geneviève u Parizu dekonsekrirana i pretvorena u svjetovni spomenik nazvan Pariški Panteon, opći izraz panteon ponekad se primjenjivao na druge građevine u kojima se odaje počast ili pokapaju slavni mrtvi.

## Povijest

### Antika
Nakon bitke kod Akcija (31. pr. Kr.), Marko Agripa započinje impresivan program izgradnje novih građevina diljem Rima. Panteon je bio dio šireg kompleksa koji je izgradio 29. - 19. pr. Kr. na vlastitom posjedu na Campus Martiusu, a kojega su činile tri građevine poredane od juga prema sjeveru: Agripine terme, Neptunova bazilika i Panteon. Čini se vjerojatnim da su Panteon i Neptunova bazilika bili Agripina sacra privata (privatni posjed), a ne aedes publicae (javni hramovi), što bi moglo objasniti zašto je zgrada mogla tako lako izgubiti svoje izvorno ime i svrhu (Ziolkowski tvrdi da je to izvorno bio Marsov hram) u relativno kratkom vremenskom razdoblju.
Dugo se mislilo da je sadašnju zgradu sagradio Agripa, a da je kasnije došlo do preinaka, dijelom zbog latinskog natpisa na pročelju hrama koji glasi:
M·AGRIPPA·L·F·COS·TERTIVM·FECIT
ili u cijelosti: M[arcus] Agrippa L[ucii] f[ilius] co[n]s[ul] tertium fecit, što znači 'Marko Agripa, Lucijev sin, izgradio je [ovu zgradu] kada je bio konzul po treći put'. Međutim arheološka su iskapanja pokazala da je osim pročelja Agripin Panteon bio potpuno uništen. Arheologinja Lise Hetland tvrdi da je sadašnja gradnja započela 114. godine pod Trajanom, četiri godine nakon što je po drugi put uništen u požaru. Preispitala je rad Herberta Blocha iz 1959., koji je tvrdio da je hram iz Hadrijanova doba i tvrdi da on iz svoje studije o žigovima na ciglama nije trebao isključiti sve opeke iz Trajanova doba. Njezin je argument posebno zanimljiv u svjetlu Heilmeyerovog argumenta da je na temelju stilskih dokaza Trajanov arhitekt Apolodor iz Damaska bio arhitekt i ove građevine.
Postoje nedoumice o obliku i tlocrtu Agripina Panteona. Na temelju iskapanja u kasnom 19. stoljeću, arheolog Rodolfo Lanciani zaključio je da je Agripin Panteon bio orijentiran tako da je ulaz bio okrenut prema jugu za razliku od sadašnjeg rasporeda koji je okrenut prema sjeveru, te da je imao skraćeni tlocrt u obliku slova T s ulazom na osnovi slova T. Ovo je tumačenje bio široko prihvaćeno sve do kraja 20. stoljeća, dok su novija arheološka iskapanja sugerirala da je Agrippina zgrada mogla imati kružni oblik s trokutastim trijemom, te da je također mogla biti okrenuta prema sjeveru. Ziolkowski tvrdi da su raniji zaključci u potpunosti utemeljeni na pretpostavkama. Prema njegovom mišljenju raniji arheolozi nisu pronašli nikakav novi materijal koji se može datirati, ali su sve što su pronašli pripisali Agripinovoj fazi, zanemarujući činjenicu da je Domicijan, poznat po svojem entuzijazmu za gradnju, obnovio Panteon nakon 80. godine, te da je sav materijal što su pronašli možda iz tog doba. Ziolkowski izražava skepsu glede građevine koje Lanciani opisuje: jedna građevina koju čini golemi pronaos i kružna cella istog promjera, povezane relativno uskim i vrlo kratkim prolazom (mnogo tanjim od sadašnjeg međubloka), nema poznatih paralela u klasičnoj arhitekturi i bio bi protivan svemu što znamo o rimskim arhitektonskim načelima općenito, a posebice o augustinskoj arhitekturi.
Jedini odlomci napisani rukom ljudi onoga doba koji se odnose na ukrase Agripina Panteona nalaze se u Prirodoslovlju Plinija Starijeg. Od njega znamo da su i kapiteli stupova koje je M. Agripa postavio u Panteon načinjeni od sirakuške bronce, da je Agripin Panteon ukrasio Diogen iz Atene, a karijatide koje tvore stupove toga hrama smatraju se remek djelom izvrsnosti, kao i kipovi koji se nalaze na krovu, te da je jedan od Kleopatrinih bisera izrezan na pola tako da svaka polovica može poslužiti kao privjesak za uši Venerina kipa u rimskom Panteonu.
Agripin Panteon je zajedno s drugim zgradama uništen u požaru 80. godine. Domicijan je dao ponovo izgraditi Panteon, koji je ponovo uništen u požaru izazvanom udarom groma 110. godine tijekom Trajanove vladavine.
Građevinu je dao rekonstruirati car Hadrijan u razdoblju između 114. i 127. godine. Nejasno je koje se dekorativne sheme treba pripisati Hadrijanovim arhitektima. Po dovršetku radova Hadrijan nije posvetio Panteon sebi, već je na novom pročelju koristio tekst izvornog natpisa što je uobičajena praksa u njegovim projektima obnove diljem Rima. Nije poznato koju je svrhu građevina imala. U djelu Historia Augusta stoji da je Hadrijan posvetio Panteon (između ostalih građevina) izvornome graditelju Agripi (Hadr. 19.10), ali sadašnji natpis ne može biti kopija izvornika. Prema mišljenju Ziolkowskog, malo je vjerojatno da bi se 25. pr. Kr. Agripa predstavljao kao consul tertium. Na novčićima se isti tekst M. Agrippa Lf cos. tertium koristio kada se odnosio na njega nakon njegove smrti Consul tertium jest neka vrsta posthumnog cognomena ex virtute, sjećanje na činjenicu da je od svih ljudi njegove generacije osim samog Augusta on bio jedini koji je triput bio konzul. Koji god bio razlog izmjene natpisa, novi natpis odražava činjenicu da je došlo do promjene namjene građevine.

Grčko-rimski senator i konzul Kasije Dion autor sveobuhvatne Povijesti Rima napisanoj otprilike 75 godina nakon obnove Panteona, greškom je pripisao kupolastugrađevinu Agripi, a ne Hadrijanu. Čini se da je Dion jedini pisac gotovo istovremenik koji spominje Panteon. Čak do 200. godine postojala je neizvjesnost o podrijetlu građevine i njezinoj namjeni:
Godine 202. građevinu su zajednički obnovili carevi Septimije Sever i njegov sin Karakala (pravim imenom Marko Aurelije Antonin), čemu svjedoči još jedan manji natpis na arhitravu pročelja ispod spomenutog većeg teksta. Ovaj sada jedva čitljivi natpis glasi:
IMP · CAES · L · SEPTIMIVS · SEVERVS · PIVS · PERTINAX · ARABICVS · ADIABENICVS · PARTHICVS · MAXIMVS · PONTIF · MAX · TRIB · POTEST · X · IMP · XI · COS · III · P · P · PROCOS  ET
IMP · CAES · M · AVRELIVS · ANTONINVS · PIVS · FELIX · AVG · TRIB · POTEST · V · COS · PROCOS · PANTHEVM · VETVSTATE · CORRVPTVM · CVM · OMNI · CVLTV · RESTITVERVNT
Prijevod:
Car Lucije Septimije Sever Pius Pertinax, pobjednik u Arabiji, pobjednik nad Adijabenom, najveći pobjednik u Partiji, Pontif[ex] Max[imus], 10 puta tribun, 11 puta proglašen carem, tri puta konzul, P[ater] P[atriae], prokonzul i Car i Marko Aurelije Antonin Pius Felix Aug[ustus], pet puta tribun, konzul i prokonzul, pažljivo su obnovili Panteon propao s vremenom.

### Srednji vijek
Godine 609. bizantski car Foka poklonio je građevinu papi Bonifaciju IV., koji ju je pretvorio u kršćansku crkvu i posvetio Svetoj Mariji i mučenicima 13. svibnja 609.: Drugi papa Bonifacije naredio je da se u starom hramu zvanom Panteon, nakon uklanjanja poganske prljavštine, napravi crkva posvećena svetoj Djevici Mariji i svim mučenicima, kako bi se spomen na svece od sada održavao tamo gdje se prije nisu štovali bogovi nego demoni. Zabilježeno je da je dvadeset i osam kola natovarenih svetim relikvijama mučenika uklonjeno iz katakombi i položeno u porfirni bazen ispod glavnog oltara. Bonifacije je prilikom posvećenja u novo svetište postavio ikonu Majke Božje kao Panagia Hodegetria ('Sveta upraviteljica').

Posvećenje građevine u crkvu u ranom srednjem vijeku spasilo ju je od napuštanja i propadanja koje je zadesilo većinu građevina Staroga Rima. Pavao Đakon je međutim u svojim zapisima zabilježio uništavanje građevine od ruke cara Konstansa II., koji je posjetio Rim u srpnju 663.:
Velika količina najfinijega vanjskog mramora uklonjena je tijekom stoljeća, primjerice kapiteli s nekih pilastara nalaze se u Britanskome muzeju. Dva su stupa ugrađena u srednjovjekovne građevine koje su se naslanjale na Panteon s istočne strane i danas izgubljene. U ranom 17. stoljeću papa Urban VIII. skinuo je brončani strop trijema i zamijenio srednjovjekovni zvonik dvjema zvonicima blizancima (često se pogrešno pripisuju Berniniju) koje su njegovi kritičari posprdno nazivali magareće uši.  Zvonici su uklonjeni krajem 19. stoljeća. Uklonjeni su i vanjski kipovi koji su krasili zabat iznad Agripinog natpisa, ali unutrašnjost crkve u mramoru uglavnom je sačuvana, iako uz opsežnu obnovu.

### Renesansa
Od renesanse Panteon je bio mjestom nekoliko ukopa važnih ličnosti. U unutrašnjosti crkve nalaze se grobovi Rafaela i Annibalea Carraccija, skladatelja Arcangela Corellija i arhitekta Baldassarea Peruzzija. U 15. stoljeću Panteon je bio ukrašen slikama, a najpoznatija je slika Navještenje Melozza da Forlìja. Filippo Brunelleschi je često uzeo Panteon kao inspiraciju za svoja djela.
Papa Urban VIII. (1623. do 1644.) naredio je da se otopi brončani strop trijema Panteona. Većina bronce korištena je za izradu bombardi za Anđeosku tvrđavu, a ostatak je upotrijebila Camera apostolica za druge radove. Postoje hipoteze da je broncu upotrijebio Bernini u izradi poznatog baldahina iznad glavnog oltara bazilike svetog Petra, ali prema barem jednom stručnjaku papini izvještaji navode da je oko 90% bronce korišteno za izradu topova, a da je bronca za baldahin došla iz Venecije. Anonimni rimski satiričar toga doba našalio se u paskvili (javno objavljenoj pjesmi) u vezi skidanja brončanih ukrasa s Panteona: quod non fecerunt barbari fecerunt Barberini (Ono što nisu učinili barbari, učinili su Barberini [prezime Urbana VIII.]).
Godine 1747. široki friz ispod kupole sa svojim lažnim prozorima bio je obnovljen, ali je imao malo sličnosti s izvornim izgledom. U prvim desetljećima 20. stoljeća dio originala, koliko se moglo rekonstruirati iz renesansnih crteža i slika, obnovljen je u jednoj od ploča.

### Moderno doba
U Panteonu su pokopana dva talijanska kralja: Viktor Emanuel II. i Umberto I., te Umbertova supruga kraljica Margarita Savojska. To je trebalo biti posljednje počivalište za sve talijanske monarhe iz kuće Savoja, ali Monarhija je ukinuta 1946. i vlasti su odbile odobriti pokop bivših kraljeva koji su umrli u izgnanstvu (Viktor Emanuel III. i Umberto II.). Nacionalni institut za počasnu stražu kraljevskih grobnica Panteona, izvorno je unajmila kuća Savoja i kasnije djeluje uz ovlaštenje Talijanske Republike, postavlja počasnu stražu pred kraljevskim grobovima.
Panteon je danas u uporabi kao katolička crkva, pa se od posjetitelja traži da zadrže odgovarajuću razinu poštovanja. Tu se služe mise nedjeljom i zapovjednim blagdanima, a ponekad se održavaju i vjenčanja.

## Arhitektura
Raniji hram bio je pravokutan, gledao je na jug i bio je sagrađen od travertina. Restaurirao ga je Domicijan nakon požara 80. godine, a bio je po drugi put ponovno izgrađen nakon razaranja u drugom požaru tijekom Trajanove vladavine. Hadrijanova rekonstrukcija 125. godine radikalno je preobrazila raniju zgradu: pročelje je bilo okrenuto za 180° da bi bilo okrenuto prema sjeveru, a rotonda je sagrađena u praznom prostoru koji je ležao ispred prvog hrama.
Sadašnja inačica – prepoznatljiva po svom ugrađenom kolonadnom trijemu koji gleda na trg i visokom, izoliranom i vidljivom valjku iznad kojeg se diže kupola - potpuno je drugačija od Panteona iz Hadrijanovog doba. Okruglo tijelo je nekada bilo okruženo drugim zgradama, a ispred impozantnog pročelja podignutog na stubištu, nalazio se dugi trg s trijemovima na tri strane. Slavna rotonda nije bila vidljiva izvana jer je bila skrivena arkadama i mogla se bolje procijeniti iznutra. Zgrada je bila jednodijelna, velika i kružna prostorija promjera 43,5 metra, na vrhu pokrivena polutkom.

### Trijem
Građevini se izvorno pristupalo stubama, no kasnijom gradnjom razina tla koja vodi do trijema je podignuta i stepenice su uklonjene.
Zabat je bio ukrašen reljefnim skulpturama, vjerojatno od pozlaćene bronce. Rupe koje označavaju mjesto stezaljki koje su držale brončani reljef sugeriraju da je na reljefu vjerojatno bio prikazan orao u vijencu i vrpcama koje su se protezale od vijenca do uglova zabata.
Vanjski red stupova na trijemu sačinjen je od osam monolita sivog granita postavljenih na bazu od bijelog mramora, a na vrhu su korintski kapiteli. Stupovi u unutarnjem redu su izrezani od ružičastog granita i čine tri prolaza: središnji prolaz koji vodi do vrata Panteona širi je od dvaju lateralnih gdje su velike niše nekada sadržavale kipove Augusta i Agripe. Ovaj veliki trijem je povezan s rotondom pomoću masivnog ciglenog avant-corpsa prošaranog mramorom. Na srednjem bloku između trijema i rotunde, ostaci drugog zabata upućuju na to da je postojeći trijem bitno niži nego što je prvobitno zamišljeno. Trijem poravnat s drugim zabatom odgovarao bi stupovima visine 50 rimskih stopa (14,8 metara) i kapitelima visokim 10 rimskih stopa (3 metra), dok su stupovi postojećeg trijema visoki 40 rimskih stopa (11,9 metara) i kapiteli dimenzija osam rimskih stopa (2,4 metra).
Arhitekt Mark Wilson Jones iznio je hipotezu da su graditelji morali prilagoditi visinu trijema nakon što je konstruiran viši zabat zato što potrebni stupovi od 50 stopa nisu bili dostavljeni (vjerojatno kao rezultat logističkih poteškoća). Graditelji su tada morali napraviti neke nezgrapne preinake kako bi uklopili kraće stupove. Rabun Taylor je primijetio da su osnovna konstrukcijska ograničenja spriječila podizanje i ugradnju viših stupova  zbog premalo prostora čak iako su možda bili isporučeni.
Sivi granitni stupovi koji su korišteni u pronaosu Panteona iskopani su u kamenolomu Mons Claudianus u planinama istočnog Egipta. Svaki je stup 11,9 metara visok, 1,5 metara u promjeru i težak 60 tona. Stupovi su drvenim saonicama odvučeni više od 100 km od kamenoloma do rijeke Nil gdje su ukrcani na teglenice kada je razina vode bila dovoljno visoka tijekom proljetnih poplava, zatim prebačeni na brodove koji su ih prevezli Sredozemnim morem do rimske luke Ostia. U luci su prekrcani natrag na teglenice i rijekom Tiber dotegljeni u Rim. Nakon što su istovareni u blizini Augustovog mauzoleja stupovi odvučeni na mjesto gradnje Panteona koje je bilo udaljeno oko 700 metara od točke iskrcaja.
Velika brončana vrata u naosu širine 4,45 metara i visine 7,53 metara najstarija su u cijelom Rimu. U prošlosti se smatralo da su vrata izrađena u 15. stoljeću po uzoru na original, uglavnom zato što su ih suvremeni arhitekti smatrali premalenima za okvire. Kasnija analiza tehnike izrade potvrdila je da se radi o originalnim rimskim vratima, što je rijetki preživjeli primjer rimske monumentalne bronce unatoč uklanjanju poganskih i postavljanju kršćanskih ukrasa tijekom stoljeća.

### Rotunda
Da bi se rasteretila težina, zid rotonde (visok 21,7 m, debeo 6,2 m) sagrađen je pomoću posebnih arhitektonskih tehnika i od sve lakših materijala kako se diže u visinu, sve dok ne dođe do malog vulkanskog kamenja oko okulusa. Raspored masivnih lukova podupire strukturu pojačanu radijalnim potpornim stupovima. Oni raspoređuju težinu na osam masivnih, ali djelomično šupljih lukova koji unutra izgledaju kao osam velikih niša (eksedre i ulaz) u zidnoj konstrukciji. Polukružne ili pravokutne eksedre, izmjenjuju se s osam kioska na stupovima, od kojih svaki sadrži tri niše i stoji iza dva izbrazdana, monolitna plava ili stara korintska stupa.
Savršeno polukružna kupola napravljena je od jednog dijela promjera 43,5 metara: to je najveća kupola na svijetu ikad izgrađena uporabom nearmiranog betona. Unutarnje lice kupole podijeljeno je na pet redova kaseta, koncentrično posloženih prema okulusu, okruglom otvoru na vrhu. Okulus ima promjer od 8,9 m. Vanjsko lice kupole je ukrašeno pomoću sedam prstenastih stuba, ali samo najviši dio je vidljiv. Proporcije ove zgrade su u skladu s Arhimedovom simetrijom: rotonda i kupola imaju isti promjer. Težina rimske betonske kupole je 4535 tona, a prsten koji tvori okulus je 9,1 metar u promjeru. Debljina kupole varira od 6,4 metara u podnožju do 1,2 metra oko okulusa. Materijali korišteni u betonu kupole također se razlikuju. Na najdebljem mjestu agregat je sedra, zatim terakota, pa na samom vrhu sedra i plovućac, oba porozni materijali. Na samom vrhu, gdje je kupola najslabija i podložna kolapsu, okulus smanjuje teret. Utvrđeno je da su naprezanja u kupoli znatno smanjena uporabom manje gustih kamenih agregata kao što su male posude ili komadi plovućca u višim slojevima kupole. Izračuni su pokazali da bi naprezanja u luku bila oko 80% veća da je u cijelosti korišten beton standardne težine. Skrivene komore izgrađene unutar rotunde tvore sofisticirani strukturni sustav čime je smanjena težina krova, čemu je pridonio i okulus koji je eliminirao vrh.
Iako je često crtana kao samostojeća građevina, sa stražnje strane nalazila se građevina koja se na nju oslanjala, ali nije postojala unutarnja komunikacija od jedne do druge zgrade.
Panteon je građevina simetrična s obzirom na smjer kretanja, tlocrt mu je kružnica. Tlocrtno građevina se sastoji od dva bitno različita dijela: velikog kružnog središnjeg prostora (cele) presvođenog kupolom, te pravokutnog trijema djelomično zatvorenog zidom, a na pročelju raščlanjenog stupovima. Središnji prostor zatvoren je zidom koji je s unutrašnje strane raščlanjen nišama i parovima stupova.
Okomiti presjek pokazuje da se zid sastoji od dva koncentrična omotača načinjena od vodoravno položenih opeka između kojih je šupljina ispunjena betonskom smjesom od kamena i žbuke. Kupola je konstruirana u tri vodoravna pojasa: najdonji je od slojeva sitne opeke, središnji od naizmjeničnih slojeva opeke i tufa i završni od slojeva tufa i, zbog njegove lakoće, vulkanskog kamena. U unutrašnjosti kupola počinje na otprilike dvije trećine visine vanjskog valjka, pa je time, kao i većim zakošenjem donjeg dijela kazeta (kvadratne udubine u stropu ili svodu) kojim se stvara optička varka da se središte kupole nalazi niže nego što zapravo jest, postignut učinak posvemašnje dominacije svoda. Taj učinak je istodobno potvrđen i oslobođen otvorom u sredini: pogled u nebo iznutra i prodor svjetla i sunčanih zraka izvana naglašavaju prsten otvora, materiju i oblik kupole, njezin prostor i površinu. 

### Unutrašnjost
Unutarnji prostor je jedinstven, pregledan i statičan. Takav karakter prostora određen je prije svega potpuno uravnoteženim odnosom okomica i vodoravnica (promjer = visina). Statičnosti pridonosi i gotovo isključivo vodoravna podijeljenost mase: niz usporednih prstenova sve manjeg i manjeg promjera potpuno vode pogled do otvora odakle se svjetlost ravnomjerno rasprostire dohvaćajući svaki dio. Omjeri zgrade su takvi da pri ulazu jednim pogledom možemo obuhvatiti čitav prostor. Drugi vijenac vidimo pod kutom od 25°, gornji rub kupole pod 45°, što ne zahtijeva nikakvo naprezanje jer je prilagođeno fiziološkim svojstvima oka. Statičnost i preglednost prostora neznatno je negirana njegovim ulaženjem u masu zida. Prostor stupnjevito istiskuje masu. U donjem dijelu, gdje je masa najdeblja, prostor u obliku niša prodire u nju najdublje. U lažnim prozorima iznad niša prodor prostora mnogo je plići. S kazetama prostor ulazi sasvim plitko, što odgovara stanjivanju mase kupole, ali postupno, čime je još jednom ponovljen osnovni ritam mase i prostora. U odnosu mase i prostora uključeno je i kretanje svjetlosti. 
Svjetlost dolazi s vrha okomite osi kocke-kugle, u koju je, odnosno oko koje je građevina komponirana. Ona dolazi s mjesta gdje je masa najtanja te se ravnomjerno rasprostire i do onih dijelova gdje je najdeblja, do niša, gdje prostor duboko ulazi u masu, te se tako stvara vrlo oštar kontrast svjetlosti i sjene u kojem se ističe plastičnost svakog detalja. Okulus na vrhu kupole i ulazna vrata jedini su prirodni izvori svjetla u unutrašnjosti. Tijekom dana, svjetlost iz okulusa kreće se ovim prostorom u efektu obrnutog sunčanog sata : označavajući vrijeme svjetlom, a ne sjenom. Okulus na vrhu kupole nikada nije bio pokriven, stoga su padaline kroz strop slobodno padale na pod. Zbog toga je pod opremljen odvodima i podzemnim drenažnim sustavom i izveden je pod nagibom od oko 30 centimetara kako bi voda otjecala iz unutrašnjosti. Okulus također ima za svrhu hlađenje i ventilaciju cijelog prostora.
Unutrašnjost kupole je vjerojatno trebala simbolizirati nebeski svod. Kupola ima udubljene površine (kasete) u pet prstenova od po 28. Ovaj ravnomjerni raspored bilo je teško postići i, pretpostavlja se, imao je simbolično značenje, bilo numeričko, geometrijsko ili lunarno. U antici su kasete možda sadržavale brončane rozete koje su simbolizirale zvjezdani nebeski svod.
Većina poda je izvorna; napravljena je od višebojnog mramora i kamena raspoređenog u dijagonalne redove kvadrata i krugova upisanih unutar kvadrata. Podni uzorak krugova i kvadrata u kontrastu je s koncentričnim krugovima četvrtastih kaseta u kupoli. Svaka zona u unutrašnjosti od poda do stropa podijeljena je prema različitom uzorku, zbog toga se unutarnje dekorativne zone ne slažu. Ovaj nesklad nije uvijek cijenjen, a potkrovlje je preuređeno prema neoklasičnom ukusu 18. stoljeća.

### Katolički dodatci
Sadašnje glavne oltare i apside naručio je papa Klement XI. (1700. – 1721.), a projektirao ih je Alessandro Specchi. Na apsidi iznad glavnog oltara nalazi se bizantska ikona Bogorodice s djetetom iz 7. stoljeća, koju je bizantski car Foka poklonio papi Bonifaciju IV. prigodom posvete Panteona za kršćansko bogoslužje 13. svibnja 609. godine.
U prvoj niši desno od ulaza nalaze se slike Bogorodice od pojasa i sv. Nikole iz Barija (1686.) nepoznatog umjetnika. Prva kapela s desne strane je kapela Navještenja oslikana freskom Navještenja koja se pripisuje Melozzu da Forlìju. S lijeve strane je platno Clementa Maiolija svetog Lovre i svete Agneze (1645. – 1650.). Na desnom zidu nalazi se Nevjerica svetog Tome (1633.) Pietra Paola Bonzija.
U drugoj niši nalazi se freska toskanske škole iz 15. stoljeća s prikazom Krunjenja Djevice. U obližnjoj drugoj kapeli smještena je grobnica kralja Viktora Emanuela II. (umro 1878.), koja je izvorno bila posvećena Duhu Svetome. Na natječaju za projektiranje grobnice pobijedio je arhitekt Manfredo Manfredi i započeo s radovima 1885. Grobnicu čini velika brončana ploča nadvišena rimskim orlom i grbom Savojske dinastije. Zlatna lampa iznad groba gori u čast Viktora Emanuela III. koji je umro u izgnanstvu 1947.
U trećoj niši smješten je kip Svete Ane i Blažene Djevice talijanskog kipara Lorenza Ottonija poznatijeg kao Il Lorenzone. U trećoj kapeli nalazi se slika umbrijske škole iz 15. stoljeća Gospa od milosrđa između svetog Franje i svetog Ivana Krstitelja poznata i kao Bogorodica od ograde, jer je izvorno visjela u niši na lijevoj strani trijema gdje je bila zaštićena ogradom. Premještena je u kapelu Navještenja Marijina, a zatim na današnji položaj nakon 1837. godine. Brončani epigram slavi obnovu svetišta od strane pape Klementa XI. Na desnom zidu je platno Car Foka daruje Panteon papi Bonifaciju IV. (1750.). Na podu se nalaze tri spomen-ploče od kojih je jedna ispisana narodnim jezikom. U posljednjoj niši s desne strane nalazi se kip sv. Anastazija (1725.) talijanskog kipara Bernardina Camettija.
U prvoj niši lijevo od ulaza nalazi se slika Uznesenja (1638.) slikara Andree Camasseija. Prva kapela s lijeve strane je kapela svetog Josipa u Svetoj zemlji i kapela je bratovštine umjetnika i glazbenika Virtuosi al Pantheon koju je osnovao kanonik iz 16. stoljeća Desiderio da Segni kako bi se osiguralo održavanje bogoslužja u kapeli.
Prvi članovi bili su između ostalih Antonio da Sangallo mlađi, Jacopo Meneghino, Giovanni Mangone, Taddeo Zuccari, Domenico Beccafumi i Flaminio Vacca. Bratovština je nastavila privlačiti članove iz elite rimskih umjetnika i arhitekata, a među kasnijim članovima nalazimo Berninija, Cortonu, Algardija i mnoge druge. Institucija još uvijek postoji i sada se zove Pontificia Insigne Accademia di Belle Arti e Letteratura dei Virtuosi al Pantheon sa sjedištem u palači Cancelleria. Oltar u kapeli obložen je lažnim mramorom, a na oltaru je kip svetog Josipa i Svetog Djeteta kipara Vincenza de' Rossija.
Sa strane su slike (1661.) Francesca Cozze, jednog od virtuoza papinske akademije: Poklonstvo pastira s lijeve strane i Poklonstvo mudraca s desne. Štukaturni reljef s lijeve strane San svetog Josipa djelo je Paola Benaglie, a onaj s desne strane Odmor tijekom bijega iz Egipta djelo je Carla Monaldija. Na svodu je nekoliko platna iz 17. stoljeća, s lijeva na desno: Kumejska sibila Ludovica Gimignanija, Mojsije Francesca Rosa, Vječni Otac Giovannija Peruzzinija, David Luigija Garzija i Eritrejska Sibila Giovannija Andrea Carlonea.
U drugoj niši nalazi se kip svete Agneze Vincenza Felicija. Bista s lijeve strane je portret Baldassarea Peruzzija izveden iz gipsanog portreta Giovannija Duprèa. Grobnica kralja Umberta I. i njegove supruge Margarite Savojske nalazi se u susjednoj kapeli, kojeg je osmislio arhitekt Giuseppe Sacconi nakon što je izgubio na natječaju za prethodnu grobnicu Viktora Emanuela II. Sadašnju kapelu dovršio je njegov učenik Guido Cirilli nakon Sacconijeve smrti. Grobnicu čini ploča od alabastra montirana u pozlaćenu broncu. Kapela je prvotno bila posvećena svetom Mihaelu arkanđelu, a potom svetom Tomi apostolu. Friz ima alegorijske prikaze Velikodušnosti Eugenia Maccagnanija i Mnogodušnosti Arnalda Zocchija. Kraljevske grobnice održava Nacionalni institut počasne straže kraljevskih grobnica osnovan 1878. koji organizira počasne straže na grobovima.
U trećoj niši nalaze se posmrtni ostaci velikog umjetnika Rafaela, kako je navedeno u natpisu na sarkofagu: njegova ossa et cineres (hrv. 'kosti i pepeo'). Njegova zaručnica Maria Bibbiena pokopana je desno od njegova sarkofaga. Umrla je prije nego što su se stigli vjenčati. Sarkofag je dao izraditi papa Grgur XVI., a na njemu stoji natpis ILLE HIC EST RAPHAEL TIMUIT QUO SOSPITE VINCI/RERUM MAGNA PARENS ET MORIENTE MORI, u prijevodu Ovdje leži Rafael od kojeg se velika majka svih stvari (Priroda) bojala da će biti pobijeđena dok je on živ i da ne umre kada on umre. Epigraf je napisao Pietro Bembo.
Sadašnje uređenje Rafaelove grobnice datira iz 1811. godine, a dizajnirao ju je Antonio Muñoz, dok je poprsje Rafaela (1833.) djelo Giuseppea Fabrisa. Dvije ploče obilježavaju Mariju Bibbienu i Annibalea Carraccija. Iza grobnice nalazi se kip poznat kao Madonna del Sasso ('Bogorodica od stijene') nazvana tako jer se jednom nogom oslanja na stijenu. Naručio ga je Rafael, a izradio Lorenzetto 1524. godine.
U kapeli Raspeća u nišama vidljiv je antički zid od rimske opeke. Drveno raspelo na oltaru je iz 15. stoljeća, a na lijevom zidu je Silazak Duha Svetoga (1790.) Pietra Labruzija. S desne strane je niski reljef Kardinal Consalvi predstavlja papi Piju VII. pet pokrajina vraćenih Svetoj Stolici (1824.) koji je izradio danski kipar Bertel Thorvaldsen. Poprsje koje se nalazi u kapeli portret je kardinala Agostina Rivarole. Posljednja niša s ove strane ima kip sv. Evazija (1727.) Francesca Moderatija.

## Utjecaj
Kao najočuvaniji primjer drevne rimske monumentalne građevine, Panteon je imao ogroman utjecaj na arhitekturu Zapada, posebice u razdoblju renesanse i neoklasicizma.
Mnoge crkve, svjetovne građevine, knjižnice i sveučilišta inspirirani su njegovim specifičnim oblikom trijema i kupole. Najviše se takvih građevina nalazi u Italiji, primjerice Pantheon na monumentalnom groblju Staglieno di Genovi, kazalište Teatro Massimo u Palermu, crkva sv. Karla u Milanu, bazilika sv. Franje di Paola u Napulju crkva sv. Simeona maloga u Veneciji, građevina za pohranu pitke vode Il Cisternone u Livornu, crkva sv. Trojstva, poznata i kao Tempio Canoviano u Possagnu, crkva Velike majke Božje i mauzolej Belle Rosin u Torinu. Najpoznatiji primjeri izvan Italije su Panteon u Parizu, rotunda British Museuma, vila trećeg predsjednika SAD-a Thomasa Jeffersona u Charlottesvilleu u Virginiji i rotunda Sveučilišta u Virginiji koju je Thomas Jefferson dao izgraditi, knjižnica Low Memorial Library Sveučilišta Columbia u New Yorku i Jefferson Memorial u Washingtonu. Još jedan značajni primjer inspiracije Panteonom je crkva sv. Trojstva (Trefaldighetskyrkan) u Karlskroni u južnoj Švedskoj.

## Galerija slika
- Pročelje Panteona
- Stražnji dio rotunde
- Unutrašnjost Panteona
- Unutrašnjost za proljetnog ekvinocija
- Grobnica kralja Viktora Emanuela II.oca domovine.
- Ikona Bogorodice koju je car Foka poklonio papi Bonifaciju IV.

## Poveznice
- Umjetnost starog Rima
- Rimski hram
- Aja Sofija
- Panteon (Pariz)